# Alexander Godfrey
Pour les articles homonymes, voir Godfrey.
Alexander Godfrey est né à Chatham sur la presqu'île du Cap Cod dans le Massachusetts en 1756. En 1791, il épouse Phoebe West. Leur fille unique, Ruth, décède à l'âge de 7 ans 1 mois et 26 jours le 7 décembre 1798. Godfrey est mort de la fièvre jaune le 17 janvier 1803 en Jamaïque.
Godfrey était un corsaire, capitaine du Rover. Il devient célèbre lorsqu'il capture le Santa Rita, vaisseau amiral espagnol et ses deux navires canonniers. Les 55 hommes d'équipage du Rover ont fait prisonniers les 125 hommes de ces trois navires sans subir de pertes. Cette éclatante victoire fit de Godfrey un héros en Angleterre, qui lui offrit même en récompense son propre navire dans la Royal Navy.